# Partie positive et partie négative d'une fonction

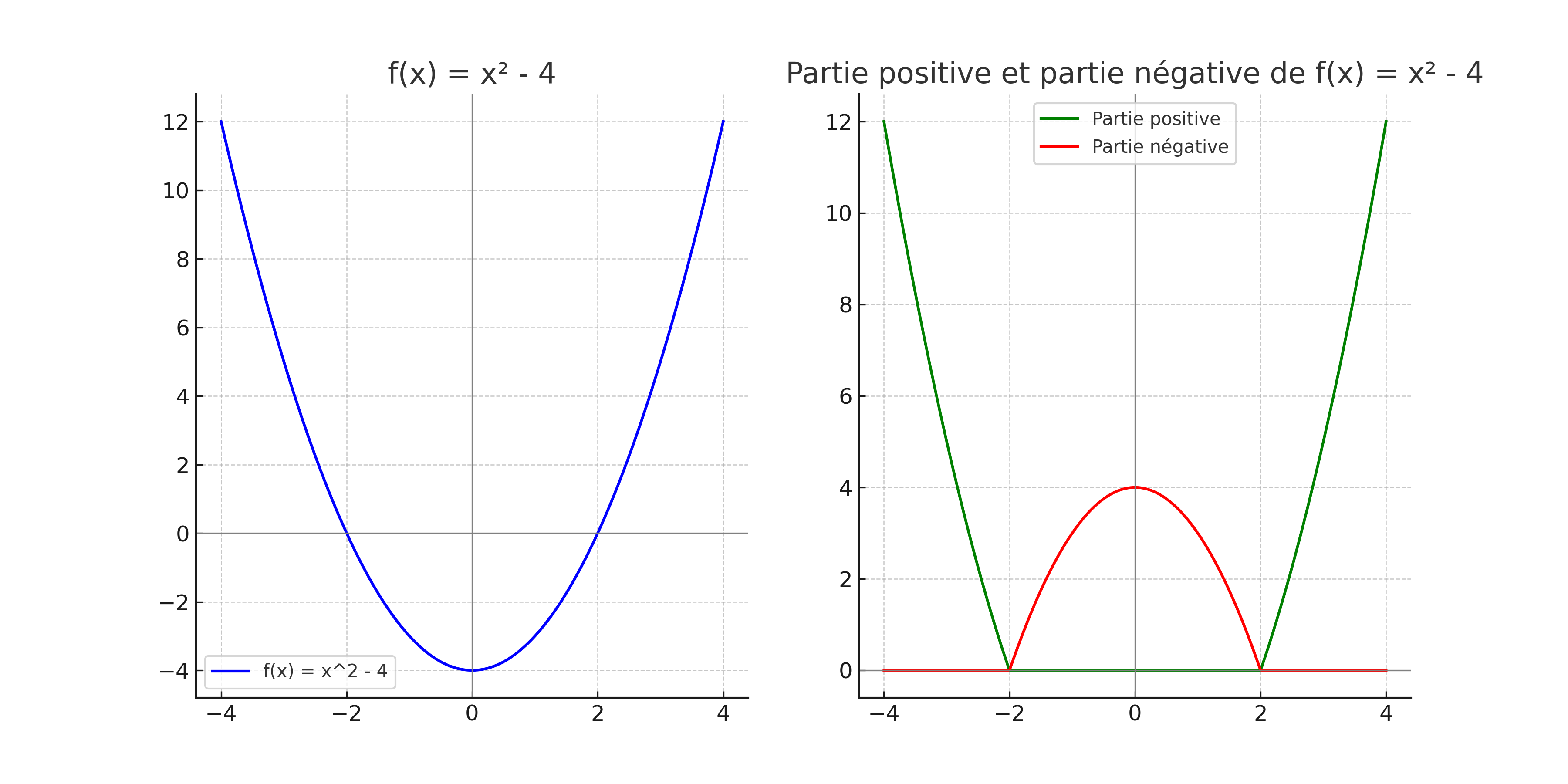
Tracé de la fonction f(x) = x^2 - 4 (à gauche), de sa partie positive (droite, en vert) et négative (à droite en rouge).

En mathématiques, à toute fonction réelle f, on peut associer deux fonctions positives, sa partie positive f+ et sa partie négative f−, définies respectivement par :
{\displaystyle f^{+}(x)=\max(f(x),\,0)={\begin{cases}f(x)&\mathrm {si} \ f(x)>0\\0&\mathrm {sinon} ,\end{cases}}}
{\displaystyle f^{-}(x)=-\min(f(x),\,0)={\begin{cases}-f(x)&\mathrm {si} \ f(x)<0\\0&\mathrm {sinon} .\end{cases}}}
Malgré son nom, la « partie négative » est donc positive.
Intuitivement, le graphe par exemple de la partie positive est obtenu en tronquant le graphe de f quand il passe sous l'axe des abscisses, c'est-à-dire encore en posant 0 en ces points et en laissant inchangé le reste du graphe.

## Relations avec la fonction initiale
Les parties positive et négative sont liées à la fonction initiale par les deux relations suivantes :
{\displaystyle f=f^{+}-f^{-},}
{\displaystyle |f|=f^{+}+f^{-}.}
À partir de ces deux parties on peut exprimer les parties positives et négatives par :
{\displaystyle f^{+}={\frac {|f|+f}{2}},}
{\displaystyle f^{-}={\frac {|f|-f}{2}}.}
Une autre relation, utilisant les crochets de Iverson est :
{\displaystyle f^{+}=[f>0]f,}
{\displaystyle f^{-}=-[f<0]f.}
La décomposition d'une fonction quelconque en deux fonctions positives se révèle utile par exemple en théorie de l'intégration.

## Partie positive et partie négative d'un réel
La partie positive x+ et la partie négative x– d'un nombre réel x sont les deux réels positifs définis par :
{\displaystyle x^{+}=\max(x,\,0),}
{\displaystyle x^{-}=-\min(x,\,0).}
On en déduit les mêmes types de relation que pour les fonctions :
{\displaystyle x=x^{+}-x^{-},}
{\displaystyle |x|=x^{+}+x^{-},}
ainsi que :
{\displaystyle x^{+}={\frac {|x|+x}{2}},}
{\displaystyle x^{-}={\frac {|x|-x}{2}}.}
Les parties positive et négative d'une fonction f sont donc simplement ses composées par les applications x ↦ x+ et x ↦ x− respectivement.